# 306 Unitas
306 Unitas è un asteroide della fascia principale del diametro medio di circa 46,7 km. Scoperto nel 1891 dall'astronomo italiano Elia Millosevich, presenta un'orbita caratterizzata da un semiasse maggiore pari a 2,3577214 UA e da un'eccentricità di 0,1505826, inclinata di 7,26829° rispetto all'eclittica.
Il nome fu scelto dall'astronomo italiano Pietro Tacchini, direttore prima dell'osservatorio di Modena e quindi di quello di Palermo, in onore dell'astronomo Angelo Secchi, suo predecessore, ed in onore dell'unità d'Italia.
Identificato inizialmente un membro della famiglia Vesta, è stato in seguito riconosciuto come non correlato a questa a causa della differente classificazione spettrale.